# توماس هايندز
توماس هايندز هو سياسي أمريكي، ولد في 9 يناير 1780 في مقاطعة بيركلي في الولايات المتحدة، وتوفي في 23 أغسطس 1840 في غرينفيل في الولايات المتحدة. نشط حزبياً في الحزب الديمقراطي. وقد انتخب عضو مجلس النواب الأمريكي ‏.